# 夢を追う旅人
「夢を追う旅人」（ゆめをおうたびびと）は、エレファントカシマシの48枚目のシングルである。

## 概要
初回限定盤、通常盤の2種類がリリースされた。初回限定盤にはDVD「新春ライブ RAINBOW SELECTION」が付属する。
『桑田佳祐のやさしい夜遊び』(TOKYO FM)内の企画「桑田佳祐が選ぶ2016年邦楽ベスト20」で表題曲が20位内(番組の便宜上の設定)にランクインしている。なお、エレカシは2018年5月25日放送の「The Covers」(NHK BSプレミアム)でサザンオールスターズの「いとしのエリー」をカヴァーしている。

## 収録曲
全曲 作詞・作曲：宮本浩次　編曲：宮本浩次、村山☆潤
1. 夢を追う旅人
明治『POWER!ひとくちの力 登坂絵莉選手篇』CMソング
2. i am hungry
テレビ東京系ドラマ・ドラマ24枠『侠飯〜おとこめし〜』オープニングテーマ

### 初回盤付属DVD「新春ライブ RAINBOW SELECTION」
- 2016年 の新春ライブより収録。

1. OPENING
2. あなたへ
3. TEKUMAKUMAYAKON
4. なからん
5. 昨日よ
6. シナリオどおり
7. 永遠の旅人
8. 愛すべき今日
9. 歩いてゆく
10. Under the sky
11. 雨の日も風の日も
12. 3210
13. RAINBOW
14. めんどくせい
15. destiny
16. ズレてる方がいい
17. ファイティングマン